# Arte rupestre en Sonora

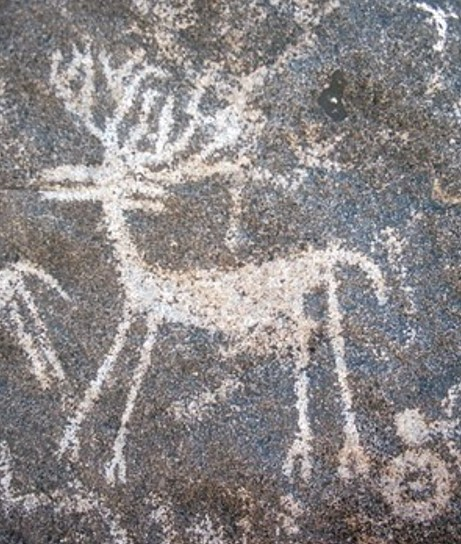
Arte rupestre en Caborca - Venado

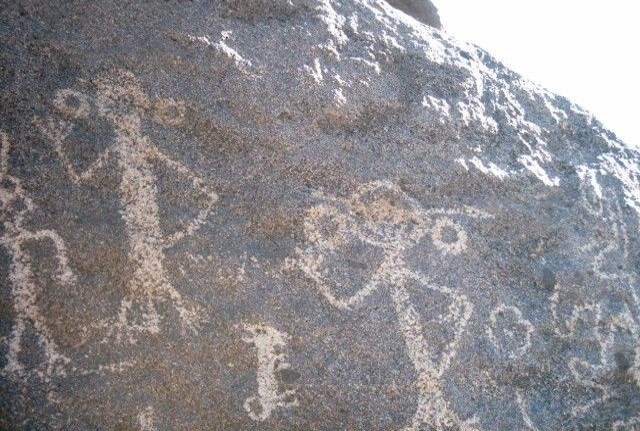
Caborqueños ancestrales saludando

El arte rupestre en Sonora, está representado en más de 200 sitios de arte rupestre, dispersos en el territorio del estado de Sonora, tanto de pinturas rupestres, como geoglifos y culturas identificadas como originales en la zona.
Sonora está ubicada dentro de áreas regionales definidas como Aridoamérica y Oasisamérica. Ambos se definen como independientes de Mesoamérica y a su vez aparentemente se diferencian entre sí por rasgos culturales. Se dice que un grupo está compuesto por cazadores-recolectores y el otro está en posesión de técnicas agrícolas.

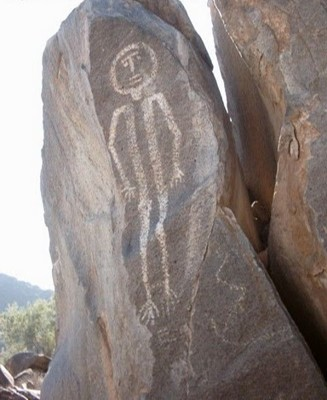
Arte rupestre - Humano - Caborca

## Antecedentes
Los primeros registros fueron por los jesuitas Andrés Pérez de Ribas al sur del estado de Sonora y Jacobo Sedelmayer quienes mencionan que en 1645 vieron a indígenas que hacían reverencias a dibujos en una roca y que los naturales les enseñaron piedras escritas con varias figuras.
En 1890 y 1909 el explorador noruego Carl Lumholtz, explorador noruego, mencionó y registró sitios de arte rupestre en la cuenca del Río Bavispe, así como otras inscripciones en los ríos Magdalena, Altar, Asunción, y la Nariz en el Río Sonoyta. Rafael Orellana hizo algunas aportaciones y en 1961, Miguel Mesamacher publicó información respecto a La Pintada y por eso fue el sitio sonorense más conocido en México y fuera de México, en ésa época. Posteriormente quien más estudios y, análisis ha presentado es el antropólogo César Quijada del INAH, quien presenta un mapa con el registro de los sitios del Estado de Sonora.
Los registros rupestres en la zona en el noroeste de México, están en poder del INAH - Sonora, en el catálogo de sitios arqueológicos del Estado, que incluyen el arte rupestre (petroglifos, geoglifos o pictografías), realizado por Beatriz Braniff y César Quijada entre 1976 y 1977.

## Tipos de yacimientos arqueológicos en Sonora
En sonora hay tres tipos de yacimientos arqueológicos. Geoglifos, petroglifos y pequeñas construcciones de terrazas y paredes de piedras sobre piedras.

### Geoglifos
En Sonora, los geoglifos unas tres decenas y se encuentran ubicados en tres zonas de Sonora: en la zona de Trincheras, en el sitio conocido como La playa , en los territorios de los dominios de la tribu seri, en la Isla del Tiburón y en la zona de la sierra del Pinacate, en el Gran desierto de Altar.

### Petroglifos
Los petroglifos son en mayor cuantía, realizados en las rocas expuestas al exterior; pero las pinturas son las de mayor cantidad pictografías están en el interior de cuevas o cobijos rocosos, mismas que fueron realizadas por las diversas tribus asentadas desde la antigüedad en las diversas zonas de Sonora, desde tiempos prehistóricos.

### Terrazas

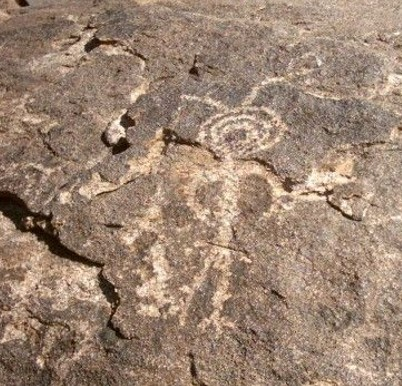
Caborqueño ancestral con antenas

Las terrazas son pequeñas superficies planas delimitada por pequeños muros construidos piedra sobre piedra. El lugar icónico para este tipo de construcciones son en el cerro de Trincheras y el cerro la Proveedora, aunque también se encuentran en algunos otros sitios dispersos.

## Tradiciones y culturas ancestrales en Sonora
Cinco culturas se desarrollan en las zonas del estado que denominan la tradición Trincheras, o cultura Trincheras; la tradición Huatabampo y la tradición de la Costa Central, Tradición Río Sonora y tradición Casas Grandes.

### Tradición Trincheras
La tradición Trincheras data de entre 750 y 1450 d. C. y se conoce por diferentes zonas rupestres en los valles del Río Altar, Río Magdalena, Río San Miguel y Río Concepción, pero su rango se extiende desde el Golfo de California hasta el norte de Sonora. La tradición lleva el nombre de Trincheras pues en se han encontrado signos característicos en varios sitios, siendo el más y centro el Cerro de Trincheras, en la hoy población de Trincheras en el municipio del mismo nombre, en el noroeste del Estado.

### Tradición Costa central
La Costa Central siguió siendo una cultura de cazadores-recolectores, ya que el área carece de recursos para la agricultura.

### Tradición Río Sonora
La cultura Río Sonora se ubica en el centro norte de Sonora desde la zona fronteriza cercano a Bavispe y hasta el Sinaloa moderno. Las elevación es más altas del estado estaban dominadas por las tradiciones Río Sonora y Casas Grandes. No se ha determinado una fecha de inicio para esta cultura, pero probablemente desapareció a principios del siglo XIII.

### Tradición Casas Grandes
La tradición de Casas Grandes en Sonora fue una extensión de la que se asienta en el actual estado de Chihuahua, y esta gente ejerció su influencia hasta ciertas partes de Sonora, como son Bavispe, Bacerac, Huachinera y Sahuaripa.

### Tradición Huatabampo
La tradición de Huatabampo se centra al sur del estado, con sitios a lo largo de lagunas extinguidas, estuarios y valles de ríos. La cerámica distintiva. La cultura muestra similitudes con los hohokam al norte y los chametla al sur. Probablemente desapareció alrededor del año 1000 EC.
Los cambios climáticos a mediados del siglo XV dieron como resultado el aumento de la desertificación de Sonora y el noroeste de México en general. Esta es la causa probable de la drástica disminución en el número y tamaño de los asentamientos a partir de esta época. Los pueblos que permanecieron en la zona revirtieron a una organización social y forma de vida menos compleja. Cualquiera que sea la organización socialmente compleja que existió en Sonora antes de los españoles, ya había desaparecido en el siglo XVI.
La historia de los orígenes de la cultura de Mesoamérica tiene lugar unos 2000 años después de la separación de Mesoamérica y Aridoamérica. Algunas de las comunidades aridoamericanas cultivaban como complemento a su economía de cazadores-recolectores.
Esas comunidades, entre las cuales se encuentran adherentes a la Tradición del Desierto, luego se volverían más verdaderamente agrícolas y formarían Oasisamérica. El proceso de introducción de la agricultura en las tierras desérticas del norte de México y el sur de Estados Unidos fue paulatino y extenso: para el año 600 d. C. (época que coincidió con el crepúsculo de Teotihuacán), varios grupos ya han adquirido técnicas agrícolas.
No se dispone de información sobre características acerca de los períodos cronológicos de cada región, ya que ambas cubren aproximadamente los mismos territorios, ni su relación con otras culturas nativas mesoamericanas en México.
La región ha sido ampliamente estudiada por arqueólogos, antropólogos e historiadores, quienes han trabajado sobre ruinas y huesos fosilizados.
Sin embargo, gran parte de la investigación en esta área aún se encuentra en su etapa descriptiva inicial con muchas preguntas básicas aún sin respuesta. Como se dijo anteriormente, Sonora se considera una zona cultural separada de Mesoamérica, aunque puede haber habido alguna influencia mesoamericana. Las principales diferencias entre las culturas de Sonora y Mesoamérica incluyen la agricultura de clima seco, aunque se producen los mismos elementos básicos de maíz, calabaza y frijoles. También hay una mayor dependencia de los recursos silvestres. Más importante fue la falta de verdaderas ciudades durante la historia prehispánica de esta zona, con pequeños asentamientos agrupados alrededor de fuentes de agua y sistemas jerárquicos débiles. Estas culturas comparten algunos rasgos con las del suroeste de los EE. UU., por distintas que sean.
La evidencia de la existencia humana en el estado se remonta a más de 10 000 años, con algunos de los restos más conocidos en el complejo de San Dieguito en el desierto de El Pinacate. Los primeros humanos eran cazadores-recolectores nómadas y utilizaban herramientas de piedra, conchas marinas y madera. En gran parte del período prehistórico, las condiciones ambientales eran menos severas de lo que son hoy. La vegetación era similar, pero su distribución era más amplia y densa.
La agricultura aparece por primera vez alrededor del 400 a. C. y el 200 d. C. en los valles de los ríos de la región.
La cerámica se desarrollará después de 750 d. C. y se diversificaría entre 800 y 1350. Entre 1100 y 1350, la región tenía pueblos pequeños pero algo socialmente complejos, que estaban involucrados en redes comerciales bien desarrolladas. Una excepción a esto fue la costa central de las tierras bajas que nunca se verificó verdaderamente la agricultura.
Sonora no se considera parte de Mesoamérica. Guasave en Sinaloa se considera el asentamiento mesoamericano más noroccidental conocido, pero hay evidencia de comercio entre los pueblos de Sonora y Mesoamérica.

## Culturas de influencia
Las culturas vecinas a las culturas asentadas en Sonora, al norte, son: las culturas pataya, hohokam, anazazi y mogollon.

#### Pataya
La cultura pataya, es parte del origen de la cultura cucapá, al extremo noroeste del estado de Sonora.

#### Cultura Hohokam
La cultura Hohokam tuvieron los principales asentamientos en Snaketown, Casa Grande, Red Mountain y Pueblo de los Muertos, todos los cuales se encuentran en la actual Arizona.
Para cuando los europeos llegaron a los desiertos de Arizona y Sonora, región a la que llamaron Pimería Alta, los centros urbanos de los Hohokam ya habían sido abandonados, presumiblemente debido a los desastres sanitarios y ecológicos que sufrían el sistema social indígena.
El desarrollo de la cultura Hohokam se divide en cuatro períodos: pionero (300 a. C.-550 d. C.), colonial (550-900 d. C.), sedentario (900-1100 d. C.) y clásico (1100-1450 d. C.). El período pionero comenzó con la construcción de las obras del canal, y los hohokam construyeron viviendas semisubterráneas para protegerse del calor abrasador del desierto de Sonora. En el período Colonial se estrecharon los lazos con Mesoamérica. Prueba de ello es la recuperación de campanas de cobre, espejos de pirita y la construcción de canchas de juego de pelota, todos los cuales muestran un toque muy Hohokam. Las relaciones con Mesoamérica y la presencia de tales bienes comerciados indican que para el período colonial los Hohokam ya se habían organizado en cacicazgos y centros de poder. Las relaciones con Mesoamérica disminuirían en el período siguiente, y los Hohokam se volcaron a construir edificios de varios pisos como Casa Grande, que tenía cuatro niveles.
Una rama ligeramente diferente del pueblo Hohokam se conoce como Trincheras, nombrada así por su sitio más conocido en el Desierto de Sonora. Los Hohokam vivían en pequeñas comunidades de varios cientos de personas.

#### Anazazi
La cultura anasazi floreció en la región al norte de Arizona, y sur de Utah en la actualmente conocida como las Cuatro Esquinas. (donde confluyen 4 estados de Estados Unidos). El territorio estaba cubierto por bosques de enebros que los pueblos antiguos aprendieron a explotar para sus propias necesidades. La sociedad anasazi es una de las más complejas que se encuentran en Oasisamérica, y se supone que son los antepasados de la gente Pueblo moderna (incluidos los navajos, zuñi y hopi). (La palabra anasazi es un término navajo que significa ‘ancestros enemigos’; por lo tanto, no se debe asumir ciegamente su neutralidad). En contraste con sus vecinos anasazi del norte, las comunidades nómadas de los Hohokam la cultura son mal entendidos. Ocuparon las tierras desérticas de Arizona y Sonora. El territorio Hohokam está delimitado al este por dos grandes ríos, los ríos Colorado y Gila, que perfilan el corazón del desierto de Sonora.

#### Mogollón
La cultura Mogollón era un área cultural de Mesoamérica que se extendía desde las estribaciones de la Sierra Madre Occidental, hacia el norte hasta Arizona y Nuevo México en el suroeste de los Estados Unidos. Algunos estudiosos prefieren distinguir entre dos amplias tradiciones culturales en esta área: la propia Mogollón y la cultura Paquime que se derivó de ella. Sea como fuere, los pueblos que habitaron la zona en cuestión se adaptaron bien a un paisaje que estuvo marcado por la presencia de pinares y escarpadas montañas y barrancos.

## Pueblos indígenas en Sonora
Los antiguos grupos culturales nativos que habitan la región son los cucapah, Tohono O'odham (págagos), ópatas, apaches, seris, pimas altos y bajos, yaquis, mayos, y guarijíos; sin embargo, hay una serie de otros grupos que han mantenido gran parte de su forma de vida en el territorio en el que han vivido durante siglos.

#### Los cucapah
Los cucapah son el grupo indígena nativo más pequeño de Sonora con solamente unos 170 miembros, que viven principalmente en la ribera del Río Colorado en el área de San Luis Río Colorado, y en la ribera del Río Gila (en Arizona) cruzando la frontera (en Yuma Arizona) en Estados Unidos; al otro lado del río Colorado (en el Valle de Mexicali) también estaban los cucapáhs donde radicaba la mayoría de ellos. Su nombre original Kuapak, significa ‘el que viene’ y posiblemente se refiera a los frecuentes cambios en el curso del río Colorado. Se han realizado esfuerzos para preservar lo que queda de la cultura cucapah (cocopah, en Yuma Arizona) pero solamente 47 personas hablan el idioma cocopah.

#### Tohono O'odham
Los Tohono O'odham, denominados pápagos por los españoles, habitaban las zonas más áridas del estado, principalmente en Puerto Peñasco, Xonoydag en el norteste del estado. Este grupo tenía relaciones étnicas con Hohokam, grupos en Arizona. Los Tohono O'odham tienen como deidad principal al Hermano Mayor, que dominan las fuerzas de la naturaleza. Los habitantes de la región hablaban una lengua uto-azteca.

#### Ópatas
Los ópatas habitaban regiones del centro y noroeste del estado. Este nombre de grupo significa ‘gente hostil’, y se lo dieron los pimas, ya que los ópatas generalmente estaban en conflicto con sus vecinos. Eran especialmente hostiles con los Tohono O'odham, a quienes se refieren con desdén como los Papawi O'otham, o ‘pueblo del frijol’.

#### Pimas
Los pimas habitaban en la Pimería, misma que se dividía en dos comarcas: la Pimería Alta y la Pimería Baja.
Los pimas altos vivían al centro norte del estado y sur de Arizona, desde San Xavier del Bac, cerca de Tucson, pasando por Nogales, Santa Cruz, Cocóspera, Cucurpe, Magdalena, Santa Ana, Altar, Tubutama, Átil, Sáric, Oquitoa, y Caborca.
Los pimas bajos se llaman a sí mismos los O'oh, que significa ‘el pueblo’. Los españoles les dieron el nombre pima porque la palabra pima se decía en respuesta a la mayoría de las preguntas que se les hacían en español. Esta palabra significa aproximadamente ‘no sé’ o ‘no entiendo’. Ocupan las montañas de la Sierra Madre Occidental en el este de Sonora y el oeste del estado de Chihuahua.

#### Seris
Los Seris se autodenomina Conca'ac, que significa ‘el pueblo’ en lengua seri. El nombre seri proviene del idioma ópata y significa ‘hombres de arena’.
Generalmente, los Seris son los más altos de los pueblos indígenas de la región, y los primeros españoles en encontrarlos los descritos como gigantes.

#### Yaquis
Los yaquis, autodenominados yoreme en su lengua (yori es el hombre blanco), es un pueblo ancestral, guerrero, que ha defendido su territorio contra los invasores mexicanos, que han intentado exterminar y lo hicieron fuertemente en el porfiriato. Siguen defendiendo su ancestral y delimitado territorio por ellos mismos. Son el grupo cultural asociado de manera icónica con el estado de Sonora. Son de la familia de indígenas cahita, al igual que los mayos y guarijíos, con su propia familia lingüística.

#### Mayos
Los mayos son descendientes de la antigua cultura Huatabampo. Se autodenomina gente de la ribera, ya que se concentran a lo largo del río Mayo.

#### Guarijíos
Los guarijíos son uno de los grupos menos comprendidos en el estado y en su mayoría están restringidos a un área llamada Mesa del Matapaco en el sureste. Los guarijíos están emparentados con los tarahumaras.

#### Kicapoos
Los Kickapú no son nativos de Sonora, sino que emigraron aquí desde los Estados Unidos hace más de un siglo. Hoy se encuentran en las comunidades de El Nacimiento, Coahuila y Tamichopa en el municipio de Bacerac. Su lengua ancestral era parte de la familia Algonquin.

## Zonas y sitios de yacimientos arqueológicos

### Río Sonoyta
La zona de influencia de los Tohono o´odham (pápagos) es la zona Xonoydag y el Pinacate. En ésa zona se han encontrado dos tipos de yacimientos arqueológicos geoglifos y petroglifos, principalmente los identificados por Julián D. Hayden.
Geoglifos.
Se creen que los realizadores de los geoglifos, fueron los Tohono O´odham, o los Hohokam tanto de la zona de Ajo o Tucson, en Arizona. Estos pueblos hacían caminatas, en busca de sal, y caminaban hacia la costa del Golfo de California, en zonas aledañas a la actual ciudad de Puerto Peñasco. En el siglo XXI, hay réplicas conmemorativas a manera de recordatorio y celebración de tales caminatas. Las figuras de geoglifos existentes en la zona, algunos son sin forma clara, otros con figuras masculinas que mide más de 100 metros de longitud y unas más que miden hasta 200 metros. Los nombres de los lugares son: Tinaja Chivos, Tinaja del Cuervo, Tinaja las figuras, Tinaja del Tule Sunset camp, Tinaja Suvuk, Tinaja de Romero, Cueva sureste de campo lava. Estos yacimientos arqueológicos están registrados por el Instituto Nacional de Antropología e Historia de México (INAH-SON B:3:9).
Tinaja de las Figuras. La tinaja es un sitio que se ubica a unos metros del ejido Los Norteños o de la Estación Biológica de la Reserva de la Biosfera de El Pinacate a 6 km aproximadamente por la carretera federal 8 que va de Sonoyta hacia Puerto Peñasco. El sitio consiste en una serie de geoglifos o figuras hechas en el pavimento del desierto en positivo (instalar conjunto de piedras para hacer figuras sobre el suelo desnudo). Se pueden identificar cuatro figuras, una de ellas tiene un diseño en espiral, otra pareciera un caballito de mar, y las otras dos están formadas por líneas curvas irregulares.
En otras de las tinajas, donde el terreno está lleno de piedras pequeñas tipo grava, las figuras están realizadas en negativo (se retira la piedra existente, dejando la figura en la tierra al desnudo) (INAH-SON B:3:9).
Tinaja Suvuc. La tinaja, fue localizada una figura humana que tiene 98 metros de largo. Otra figura está en las inmediaciones del río Concepción, a varios cientos de kilómetros de ahí. Está el geoglifo de Nochebuena, con 34 metros de longitud. Todas estas imágenes son gigantes del arte rupestre del norte mexicano. Al parecer, está relacionada directamente con las imágenes más cercanas y gigantes, encontradas en la cuenca del Río Colorado, Estados Unidos, donde el geoglifo es de 52 metros y se encuentra a unos 400 kilómetros al noroeste, cerca de la localidad de Blyte California.
La máxima referencia a nivel mundial de geoglifos gigantes, son las figuras realizadas los habitantes del desierto de Nazca en el Perú, que son tan grandes, que para visualizarlos adecuadamente es conveniente hacerlo desde una aeronave. Existe una caseta de información turística para los ecoturistas, que quieren accesar a la zona y un museo denominado Schuk Toak en el lindero de la carretera, en el kilómetro 52.

#### Petroglifos
Los petroglifos en esta zona, los encontramos en la Tinaja Huarache, Tinaja Romero, así como la Sierra del Pinacate. A 35 kilómetros al oriente de Sonoyta, muy cerca de la línea divisoria con los Estados Unidos. Se ubica Cerro de la Nariz, con algunas figuras zoomorfas y geométricas que dio a conocer Carl Lumholtz en el año de 1909.

### Río Altar y Río Concepción
En la zona de Caborca encontramos múltiples sitios, siendo los más destacados La Proveedora. La región de Caborca también al noroeste del estado debe ser excepcionalmente rica en petroglifos, pues en las décadas de los años 40 y 50 se perdieron muchas rocas donde se encontraban estas manifestaciones culturales a raíz de la abertura de tierras para la agricultura, la construcción de puentes para el ferrocarril, nuevas carreteras e incluso se usaron estas piedras para los cimientos de casas y edificios de la ciudad de Caborca. Pero a pesar de la destrucción a que han sido objeto todavía existen diseminados por sus montañas cientos de grabados. En algunos sitios como La Proveedora, La Calera, Potrero de Balderrama y El Álamo forman verdaderos murales de extraordinaria belleza y de valor incalculable. Estos grabados son de una gran variedad en cuanto a estilos y formas, así como a sus dimensiones (figuras 1-2). También se localizan en forma aislada, pero esto es poco frecuente y solamente en toda la región se ha localizado hasta la fecha una sola pintura de tipo geométrico. En el trabajo El camino de los Petroglifos, presentado en el II Simposio de Historia de Sonora, realizado en 1976, el profesor Armando Quijada dedica su ponencia a los dos sitios más impresionantes por su monumentalidad y riqueza de petroglifos, nos referimos a La Proveedora y La Calera, sitios que se encuentran muy cerca de la ciudad de Caborca, es aquí donde el Prof. Quijada nos describe los dos sitios y hace énfasis en las características de algunos de las millas de petroglifos existentes allí. Hay sitios de menores dimensiones, pero que también tienen grabados como El Mójoqui, Cerrito Gastélum, San Fernando, El Mono Colgado, entre otros. Los sitios ubicados en las cuencas de los ríos Altar, Magdalena y principalmente Asunción, están dentro de la región que los arqueólogos han llamado Cultura Trincheras.
Se han ubicado 152 terrazas distribuidas tanto en el Cerro San José como en el cerro La Proveedora, de casi todos los tamaños, la más grande ubicada en la ladera este del Cerro San José mide 26 m de largo y 4 m en su parte más ancha, está acompañada por tres pequeños paneles de petrograbados, en ellas hay abundante cerámica, y fragmentos de lítica pulida. La terraza más grande es de 30 m de longitud. En la parte central de la ladera este del Cerro La Proveedora detectó una de 32 metros de largo por 9 de ancho.

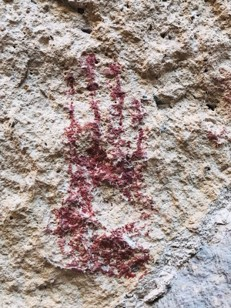
Pictografía rupestre Mano - Cueva la Higuerilla. Cucurpe Sonora

Las terrazas en la cima no tienen una forma precisa, la mayoría de éstas conserva la tierra de relleno y material cultural. Hay diversos amontonamientos de rocas en forma circular de 2 a 4 m de diámetro y de 30 a 50 cm de altura con accesos laterales. En la parte este de La Calera, hay un gran muro de piedra de 2 m de ancho y 1.50 de alto. En la parte superior se comporta como una terraza o trinchera. En el Cerro San José, desde La Plaza se tiene dominio de la visibilidad hacia el Oeste, Suroeste, Sur y parte del Sureste. Desde la cima se domina la visibilidad en 360°. Guías turísticos, realizan paseos ecoturísticos y culturales en la zona.

### Río Magdalena

#### Imuris
En la cuenca del río Magdalena (Sonora), a la altura de la población de Ímuris pero 10 kilómetros al este, existe un lugar conocido como La puerta del Cajón, donde existen inscripciones en las paredes de un acantilado, con figuras geométricas grabadas, en las inmediaciones del arroyo Babasac, afluente del Magdalena.
Al sur de Imuris por el río en el cerro llamadas del Agua Caliente hay una cueva donde se aprecian figuras color rojo, aunque están muy deterioradas. A unos pocos kilómetros en las inmediaciones de Terrenate a la orilla del camino de terracería, se encuentran unas inscripciones en unas piedras sueltas y otra en una piedra grande.

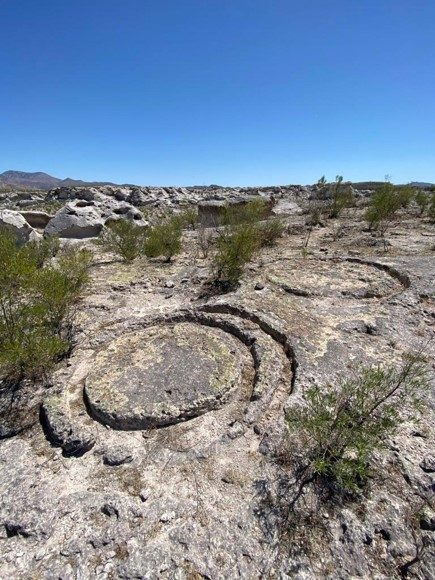
Círculos concéntricos rupestres en toba volcánica

#### Magdalena de Kino

##### La Cantera
La Cantera es un conjunto de sitios, con grabados y pinturas rupestres. Entre ésos conjuntos, se ubica la Cantera Las Águilas, El lugar se encuentra al este de Magdalena de Kino, en los terrenos del ejido El Sásabe, por la carretera estatal a Cucurpe, en el kilómetro 15. Así se separa un camino de terracería hacia el suroeste a una distancia de 4.2 km. Los vecinos le llaman Pueblo Indio.
Los elementos más interesantes se localizan en el conjunto sobre tres grandes bloques de toba volcánica que sobresalen del terreno entre 3 y 5 m de altura. El primer bloque mide 140 m de norte a sur y 115 m de este a oeste. En la parte superior se observan sobre la roca, a nivel del piso, grabados circulares de 1 a 2 m de diámetro, algunos con morteros concéntricos, con profundidades de 5 a 25 cm y con diámetro de entre 20 y 40 cm. Uno de los grabados es rectangular, situado al filo del bloque.

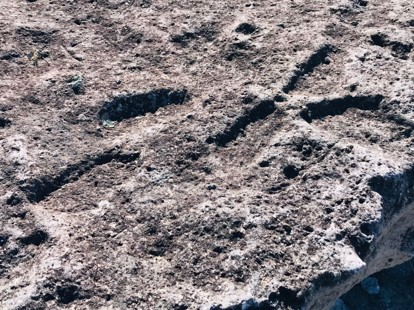
Arte Rupestre "Los pies del viejo"

Al sur del arroyo La Cantera, se pueden ver unos grabados que inician en su extremo oeste, lugar donde hay figuras en forma de aves y cánidos (quizás coyotes), junto a otros cuatro grabados, que parecen huellas de animal (Quijada 1999). En un panel, hay unas representaciones de aves, y se ve claramente, cómo están señaladas las garras en sus patas, pero los cuatro grabados de la parte inferior, las personas de la región describen como huellas de oso. Las patas de los osos están provistas de cinco dedos con garras curvadas y filosas. Las patas traseras son más grandes que las delanteras y la huella dejada por éstas se parece mucho a la humana, con la diferencia que deja una imagen especular con el dedo más grande hacia el exterior de la pisada. Es probable que en el pasado existiera en los alrededores de la región de La Cantera, este tipo de animales.

##### Mesa Blanca
La Mesa Blanca tiene diseños grabados en círculos y rectángulos en la parte superior de una pequeña meseta, parecidos a los de La Cantera.

##### Los pies del Viejo

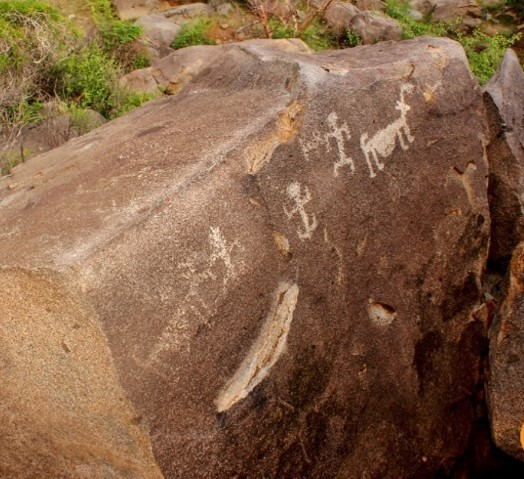
Conjunto rupestre personas y animales, en El Claro, Santa Ana Sonora

Es otro sitio aledaño a los anteriores.

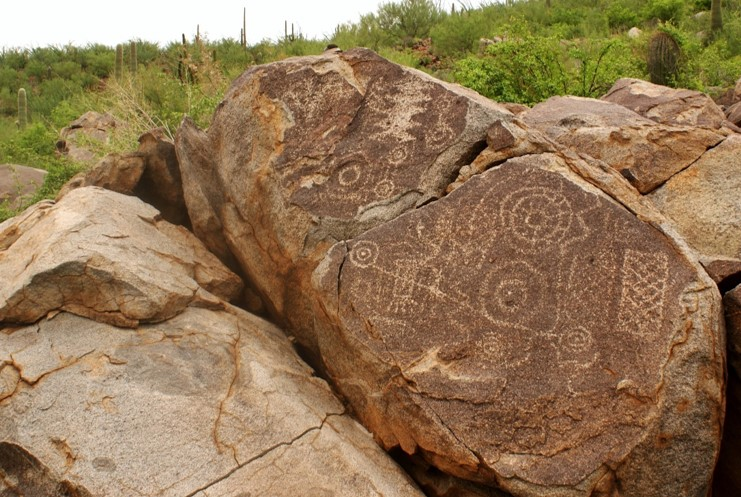
Conjunto rupestre 2, El Claro, Santa Ana, Sonora

#### Santa Ana
Continuando aguas abajo en la cuenca del Río Magdalena, encontramos arte rupestre en el poblado de Santa Ana, donde se encuentra el sitio el El Pedregoso, en el Ejido el Claro, a unos 11 kilómetros al sureste. El sitio cuenta con unas decenas de figuras, pictografías y grabados, en los cerros de la Pima, junto al cauce del arroyo Piedras Pintas. Se ha dividido en 5 secciones y en todas se encuentran figuras geométricas humanas y animales. La distribución de los conjuntos de petrograbados están en dos ejes. Uno de ellos es un eje de unos dos kilómetros de largo, en dirección suroeste – noroeste, y el otro, eje es como de un kilómetro de largo en dirección noroeste al sureste. Unos conjuntos cuentan con dos decenas de figuras humanas, otras de animales y, otras híbridas. Se puede apreciar otras con abdomen abultado mostrando la fertilidad. Se encuentran grecas, líneas, que terminan en una mano (INAH-SON:F:12:2).

#### Trincheras
Al final del Río Magdalena, y cercano a la confluencia con el Río Altar, se encuentra el municipio de Trincheras, con su Cultura Trincheras, Cerro trincheras, que influyó en toda una zona, llegando hasta aguas arriba y al Río San Miguel en Cucurpe. Un Museo de sitio se encuentra disponible en la zona, abierto al público.

### Río San Pedro

#### Naco
Cerca de la línea fronteriza México - Estados Unidos al norte de la sierra de Los Ajos, en terrenos del Rancho el Leoncito, al sur de ejido Cuauhtémoc, 2 kilómetros al sur, se localiza un sitio con pinturas rupestres denominado El Leoncito, en el cual se han identificado 640 elementos pictográficos en paredes de varios abrigos rocosos en colores negro y blanco y mucho rojo.
El sitio se dividió en 7 secciones, donde 106, son diseños geométricos, muchos de ellos con líneas paralelas hasta de grupos de 17 líneas. Las líneas de puntos son otro grupo frecuente, pues se contabilizaron más de 60. Otros grupos son cruces, o tipo peine, zigzag, triángulos, escaleras. Diseños de círculos concéntricos son también numerosos (AZ:FF:13:4).

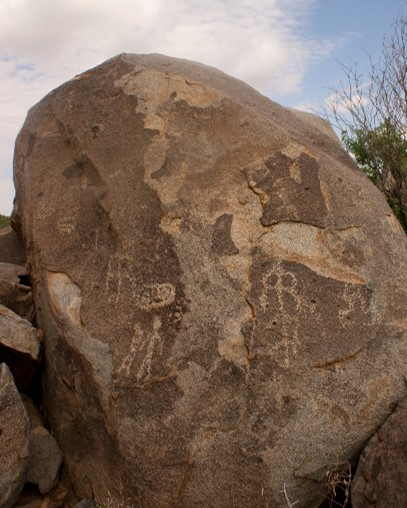
Conjunto rupestre con personas, El Claro, Santa Ana, Sonora

Un segundo sitio consta de siete paneles, con más de 240 pinturas, de formas extrañas con muchas variaciones y elaboraciones sobre líneas paralelas, varias de ellas enmarcadas, varias manos derechas e izquierdas en positivo, pequeñas, de color rojo. 
Otros sitios llamados Los petroglifos de Villa Verde (AZ:FF:12:2), El cerrito de los apaches donde la mayoría de los diseños son geométricos con poca presión con presencia de figuras de animales y humanas.

### Río San Miguel
En las cercanías del nacimiento del Río San Miguel en las inmediaciones de la población de Cucurpe, se encuentran una veintena de sitios donde se puede apreciar el arte rupestre en Cucurpe.
En el Rancho el soldado se han encontrado algunos yacimientos arqueológicos que no cuentan con identificación.

### Río Sonora
En la cuenca del río Sonora podemos encontrar diversas representaciones rupestres en los múltiples sitios a lo largo de las riveras y cercanías del cauce del río.

#### Arizpe

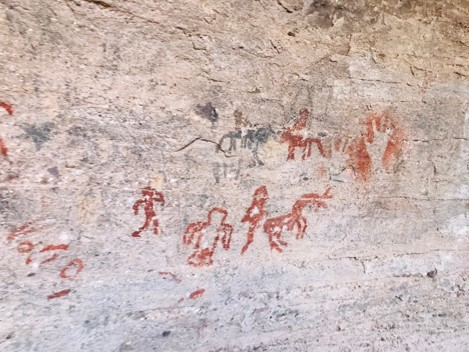
Arte rupestre Parte derecha de Cueva de los monos Cucurpe

Cajón del Jiósari es un conjunto de arte rupestre ubicado al norte de Chinapa, en el municipio de Arizpe Sonora. El lugar es de aproximadamente 4.5 km por la brecha hacia el norte, rumbo a La Cueva, hasta la desviación hacia el Cajón de Jiósari, y luego continúa caminando por 2 km hasta el Cajón.
Ahí se pueden apreciar varios conjuntos de pinturas, donde los colores predominantes son el color blanco, el rojo y anaranjado. El cañón se separa por un pequeño valle situado casi a la mitad del mismo. En la primera parte se encuentran dos conjuntos de pinturas, entre las cuales varias son con forma humana, y el otro grabado pareciera un sol. La segunda parte del cañón presenta también dos conjuntos y dos motivos aislados. Los diseños de ambas partes del cañón son en general formas humanas, animales y líneas geométricos.
Al sur del pueblo de Arizpe existen grabados en unas rocas inmediatas al rancho Agua Caliente.

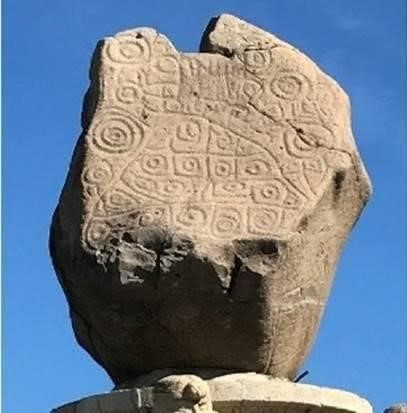
Piedra con grabado rupestre en Banámichi, Sonora

#### Banámichi
En la propiedad del Molino de Sánchez se encontró un monolito de 2 m de altura en cuya superficie se aprecian algunos grabados, predominando círculos concéntricos, mismo que fue trasladado a la plaza del pueblo, y la ubicaron en un pedestal para que sea exhibida y a la vista de todos y sin protección contra el clima. A unos 6 km al oeste del cauce se localiza el sitio La cueva de Robles, que es un escondido abrigo rocoso, en donde las figuras espirales, triángulos, círculos y otras figuras y líneas predominantes son círculos concéntricos.

#### Ures
Al sur de Ures en la cuenca del río, se tiene conocimiento de varios sitios rupestres. Otro sitio es La puerta del sol.

#### La colorada
Pinturas del cerrito del Divisadero al sureste de Hermosillo, y al oeste de la mina de La Colorada, que es un abrigo rocoso, con una ventana hecha por la erosión natural, en la cual se observan diferentes grabados en pintura roja, de un humano en color negro con diferentes representaciones al margen de la figura central en color rojo (SON:O:2:12).
En el sitio Roca Roja, lugar cercano a la costa, en la zona media de Sonora, existen dos abrigos rocosos (SON:M:4:8), 2016.

### Río Moctezuma

#### Nacozari
En el Rancho San Nicolás, cercano al cerro La Bandera, cercano a la población de Nacozari de García, existen dos grandes abrigos rocosos. En el primero de ellos, hay una cámara semiredonda aislada del resto, denominada Las cuevas de las Pintas de casi 4 metros de alto y casi 5 de largo y un poco más de 5 de profundidad. En el panel principal se pueden apreciar 9 figuras, algunas de ellas son de formas humanas, otras son de animales, de las que sobresale la presencia de la figura de un puma, que se cree que es por la forma de la cola (INAH-SON H:10:4).

#### La cueva de las Pintas
En el poblado llamado San Juan del Río, localizado entre Nacozari de García y Villa Hidalgo, existe un pequeño sitio con pinturas localizado sobre un pequeño refugio natural justo encima de la margen de un pequeño arroyo conocido como Los monos pintados con 6 dibujos con figuras geométricas en color negro, bastante deterioro por el curso del tiempo. A 4 km por el arroyo Del Agua Caliente, en ambos lados del cauce sobre las paredes de los cerros existen bastantes motivos de figuras humanas, como animales y geométricas, labrados en la roca. Otro conjunto es de pintura blanca de difícil acceso por la altura ya que son 8 m.

#### Villa Hidalgo
Cerca de Villa Hidalgo, se encuentra un conjunto de figuras de color rojo, sobre la pared de un abrigo rocoso.

#### Huásabas
En el municipio de Huásabas, en el conocido como La Junta encontramos algunas figuras, en espiral y algunos círculos concéntricos. Continuando al sur por el valle del bajo río Bavispe entre las poblaciones de Huásabas y Granados se encuentran unos petroglifos que fueron descritas por un miembro de la expedición de Carl Lumholtz en 1890; el sitio se llama La Cara Pintada como lo mencionamos al inicio de este trabajo, y los grabados geométricos y antropomorfos hoy en día están en mal estado de conservación.

#### San Pedro de la Cueva
Cerca del pueblo, en la parte sur del río, a unos 15 km de la confluencia con el río Yaqui, se ha localizado un sitio con grabados donde predominan los círculos y las espirales.

### Río Bavispe

##### Valle Bavispe
En la unión del arroyo El Salto con el Río Bavispe, ya en terrenos de Chihuahua, se observan grabados de círculos concéntricos, en unas rocas ígneas, que bien pudieran ser relacionados con la presencia de agua, ya que ahí, se encuentra unas tinajas que almacena el agua (CHIH:C:9:10).

##### Bavispe Bajo
Antiguo Valle de Teras, en el Arroyo El agua Caliente, están las Piedras Pintadas, que es un abrigo rocoso, de tierra bastante rojiza, que en su lado interior izquierdo se encuentran unas figuras humanas (SON:H:7:3) (SON:H:7:4).
En uno de los afluentes del Río Bavispe es el arroyo los Baños, en los linderos del Rancho los Baños, en el cual podemos encontrar otro abrigo rocoso, en el cual se puede apreciar un panel el cual tiene un gran rectángulo con pinturas blanco y rojo. Adicionalmente, se puede apreciar un cazador con un arco y flecha cazando un aparente venado. Las figuras están pintadas en dos épocas. La primera fue con pintura en rojo y la segunda fue encima de ella, pero ahora de color blanco, y algo de color amarillo leve, donde se aprecian quizás unos coyotes. En otra sección del panel se pueden apreciar aves rapaces de grandes alas, una cruz, un cuadro con líneas curvas al interior y pequeñas líneas rectas perpendiculares al exterior, donde las líneas de los diferentes tiempos o sean las rojas y las blancas se complementan en las figuras (SON:H:11:1).
En la cuenca del Bajo Bavispe, hacia el oriente, en la Sierra de Huachinera, en el lugar llamado Aribabi, existen grabados muy deteriorados por la erosión del agua y el aire.
Sitio del cañón del arroyo al pie del Cerro El Púlpito cercano a los límites con Chihuahua, se aprecia una gran cueva donde resalta un panel principal con diversas figuras, entre las que resalta el cuero extendido de un venado, de aproximadamente 1.70 m de altura, en cuyo interior tiene diversas líneas en formas de grecas. Se aprecia tres figuras rectangulares pintadas en color blanco. Dos de las figuras se pueden apreciar en forma de negativo, y la tercera, en su interior cuenta con ocho elementos gráficos distintos. También se encuentran figuras humanas bastante diferente a la mayoría de los otros sitios. Otra serie de rectángulos, líneas y figuras varias complementan el panel (SON:H:4:3).

### Sierra alta de Sonora

##### Bacadéhuachi
En el municipio de Bacadéhuachi, ya en las estribaciones de la Sierra Madre Occidental, también existen este tipo de manifestaciones de arte rupestre en el sitio llamado Los Monitos.

##### Arivechi
Al oeste de ésta comunidad de Arivechi, en el Rancho Las Mojoneras, en el lecho de un arroyo, en un área de 50 metros de ese a oeste y 30 metros de norte a sur, se encuentra el sitio Las Manos Pintas, donde se puede observar 3 paneles. El primero de ellos se pueden observar figuras rectangulares con pequeños círculos y una espiral al centro, en la parte superior, una mano izquierda y una derecha. Todos los grabados están hechos con las técnicas de golpeteo o percusión (SON:P:3:4).

##### Yécora
En cierta parte de la Sierra Madre Occidental, donde ya se encuentran encinos y pinos en la zona habitada por el Pueblo Pima Bajos (o´ob) Hay diversos sitios de pinturas rupestres, protegidos y registrados ante las autoridades por ésta tribu originaria que aún habita en la región.
Cercana a la población de Yécora se encuentran La Cueva Gacha, se trata de un abrigo rocoso, en cuyas paredes se pueden observar algunos diseños en color rojo, entre ellos dos figuras antropomorfas de pie, todos se encuentran muy deteriorados.
En la comunidad de Los Pilares, al este de Yécora, se localiza el sitio de Hierbanís, se trata de un pequeño frente rocoso, con algunos diseños en color negro, muy deteriorados, de línea muy delgada; la figura única bien reconocible, también en color negro, corresponde a un cuadrúpedo con cuernos y cola larga, al parecer una simbiosis entre un perro y un venado (CHIH:9:4).
Otro sitio es La cueva pinta de Vallecitos (CHIH:L:9:2), ubicada hacia la parte media de un cañón al fondo del cual fluye el río Yécora, en la confluencia de varios arroyos tributarios, cercanos a la Mesa las Mesteñas. Se trata de una cueva, que tiene una galería interior de casi 17 metros de largo por 11 de ancho. La entrada es muy baja, por lo que la luz no entra hasta el fondo de la cueva, donde se encuentran las pinturas rupestres en color rojo y negro. Los diseños encontrados en esta cueva son únicos y, muestran figuras antropomorfas en posiciones dinámicas, que no son tan esquemáticas como las del resto de los sitios, su cuerpo y extremidades tienen volumen. También se encuentran en la zona Cueva Pinta de Arroyo Hondo (CHIH:L:10:8) y La mesa de la Cieneguita (SON:H:7:1).

##### Quipor
El sitio El Cajoncito del Quipor, ubicado en las proximidades de la población de El Quipor, entre las comunidades pimas de Maycoba y Yepachic. Este sitio está constituido por dos abrigos rocosos, ubicados en la parte alta de una ladera. Sus representaciones en color rojo, aparentemente de trazo simple y descuidado, tras una visión detenida, nos muestran diseños antropomorfos muy esquemáticos y algunas otras representaciones geométricas. Más cerca a la población de El Quipor encontramos otra cueva que hemos llamado La Cueva del Quipor, los diseños de esta cueva son de color rojo, con líneas claras y bien delimitadas, en un estado de conservación pobre, destacando la figura antropomorfa, en una posición dinámica con las cuatro extremidades abiertas y hacia abajo. Continuando hacia el norte se encuentra el sitio La Cueva Pinta del Pollo, ubicada en la parte alta de una ladera junto al arroyo El Cuervo, al noroeste del arroyo el Quipor. Las pinturas se encuentran en un abrigo rocoso, los diseños son de color rojo y muestran representaciones de animales cuadrúpedos y líneas onduladas continuas y otras figuras compuestas, poco distinguibles, ya que la luz del sol las hace deterioro mucho, entre ellas hay figuras antropomorfas de cuerpo completo y manos. Uno de los diseños más grandes, representado en este abrigo, hecho con líneas onduladas a manera de contorno, a lo largo de cual se interceptan líneas perpendiculares.

### Río Mayo

#### Tehuelibampo
En aguas arriba el río Mayo, en la zona de la tribu guarijíos, encontramos 11 sitios que se encuentran cobre el cauce del río. Grabados de Cerco de Ocoroni (CHIH:R9:24) Recodo de la Guamuchilera. Grabados de verano (CHIH:R:9:27) Grabados de Nacapul cuenta con tortugas, serpientes y venados. Un museo en Navojoa, cuenta con réplicas del arte rupestre de la zona.